# اولجی موندوک
این یک نام کره‌ای است؛ نام خانوادگی اولجی است.
اولجی موندوک (کره‌ای: 을지문덕; هانجا: 乙支文德) یک ژنرال ارتش اهل گوگوریو بود. او به عنوان ژنرالی معروف است که تهاجم دوم دودمان سویی را شکست داد. درسال ۶۱۲ میلادی امپراتور یانگدی امپراتور سویی ارتش بزرگی را رهبری کرد و به گوگوریو حمله کرد، اما هنگامی که در دژ یودونگ سست شد، او یک گروه ۳۰۵٫۰۰۰ نفری را انتخاب کرد و به دژ پیونگ‌یانگ پایتخت گوگوریو حمله کرد. اگرچه این گروه تا نزدیک پیونگ‌یانگ پیشروی کرد، اما همه اینها یک عملیات فریبنده توسط اولجی موندوک بود و به دلیل خستگی و کمبود تدارکات نظامی چاره‌ای جز عقب‌نشینی نداشتند. هنگامی که گروه از رودخانه در سالسو (اکنون رودخانه چونچون) عبور کردند، به آنها حمله کردند و تمامی آنها را نابود کردند.

## دوران زندگی

### هویت
از تاریخ تولد و مرگ تا زادگاه و سمت رسمی، همه چیز دربارهٔ زندگی او به جز نبرد سالسو ناشناخته است. او در کوه سوکداسان در پیونگ‌یانگ به دنیا آمد. حتی تاریخ تولد و مرگ، محل تولد و موقعیت رسمی او، ناشناخته است. برخی می‌گویند که او فردی تابعیت شده از قبیله ژیان‌بی بوده است، اما هیچ‌کدام از اینها مبنای دقیقی ندارند. از طرف دیگر، گفته می‌شود که اولجی چنگال کوک «اوتچی» است، به معنای فردی برتر مانند ته‌این، یا اینکه عنوان افتخاری «جی (کره‌ای: 지; هانجا: 支)» برای یک شخص نجیب به خانواده «اول (کره‌ای: 을; هانجا: 乙)» اضافه شده است. خانواده اصیل گوگوریو بود، اما این نیز قابل تأیید نیست. در چوسان، آن را به عنوان نام خانوادگی منحصر به فرد بوک گوگوریو شناخته شد. در اصل، سامگوک ساگی، فقط آمده است: «شجره نامه خانواده ناشناخته است، و شخصیت او آرام و قوی بود، و او همچنین دارای تدبیر و مهارت‌های نوشتن بود». در شرایط بین‌المللی در این زمان، زمانی که دودمان سوئی چین را در سال ۵۸۹ متحد کرد، توازن قوا به سرعت متمایل شد و تنش‌ها در حال افزایش بود. در آن زمان، اولجی موندوک وزیر یا فرمانده‌ای از گوگوریو بود.
شرکت داشتن مستقیم وی در جنگ نخست گوگوریو سوئی در ۵۹۸ و حتی جنگ‌های سوم و چهارم تا سقوط امپراطوری سوئی مشخص نیست؛ گرچه احتمالش وجود دارد که در جنگ‌های بعد از ۶۱۲ نیز حضور داشته باشد اما چون هیچ اثری از ۶۱۳ به بعد درباره‌اش یافت نشده نمی‌توان تأیید کرد. منابع دربارهٔ وی نادر است و حتی علل این امر نیز مجهول است ممکن است از طرف دودمان تانگ مدح و متون مرتبط با وی حذف شده باشد. حتی نام او مورد بحث است که «اولجی» نام خانوادگی وی بوده یا یکی از القاب گوگوریویی می‌باشد. برخی منابع از طرف مورخان مدرن کره‌ای که مدعی‌اند متون کهن با منشأ نامشخص به چینی هستند یافت شده که او را درحد یک خدای جنگ می‌دانند و اذعان دارند او از اواخر قرن ششم تمام سرزمینهای گوگوریو از درهٔ رود هان تا شمال منچوری را که در سلطنت امپراتوران گوانگ‌گه‌تو بزرگ و جانگسو بدست آمده بودند بازپس گرفته و ایالتهایی همجوار در شرق پکن امروزی را تصرف نموده و در تمامی سلسله جنگهای گوگوریو با سویی مشارکت داشته و مغز متفکر تمام پیروزیها بوده و نامش برای دهه‌ها زبانزد خاص و عام مشرق زمین گردیده و تمام چین علاقمند به دانستن دربارهٔ او شده‌اند و درنهایت در فروپاشی سویی نقش مستقیمی به شکل دخالت یا تهاجم و تأمین ایفا کرده است؛ منابع مبهمی نیز از تاریخچه کره که برای بسیاری از اساطیر این کشور داستان سرایی نیمه افسانه‌ای می‌کنند گفته‌اند وی در جنگی سنگین در زمستانهای سخت آن خطه با دشمن در چین کشته شده یا اشراف قبایل قدرتمند و بانفوذ گوگوریو که دارای صدهاهزارنفر ارتش خصوصی بودند او را بر سر اختلافات حل ناشدنی به قتل رسانده‌اند گرچه موارد مذکور غیرقابل تأیید و استناد است و بیشتر شبیه به روایات و افسانه می‌مانند تا منبع قابل استناد و مکتوب تاریخی، هرچقدر هم که اطلاعاتی مفید در اختیار امروزیان قرار بدهند.

### نبرد سالسو
در ژانویه ۶۱۲، امپراتور یانگ ارتش بزرگی متشکل از بیش از ۳٫۰۰۰٫۰۰۰ نفر را شخصاً رهبری کرد و نیروها را به گوگوریو اعزام کرد. با این حال، پس از گیر کردن و ناکامی برای چندین ماه در جبهه دژ یودونگ باوجود محاصرهٔ هرکدام از قلعه‌ها با حداقل پنجاه هزار نفر، در ژوئن (تقویم قمری)، ۳۰۵٫۰۰۰ نفر، از جمله وومون سول، ووجونگمون، سول سه‌وونگ و ویلمون سونگ کشته شدند، ارتش در واحدهای جداگانه سازماندهی نشدند و مستقیم به سمت قلعه پیونگ‌یانگ حرکت کردند. گروه با حمل انواع آذوقه از جمله آذوقه ۱۰۰ روزه، سلاح و پارچه راهپیمایی را آغاز کرد، اما سربازان نتوانستند وزن را تحمل کنند و مخفیانه آنها را دور انداختند؛ بنابراین تنها چیزی که به دست آوردند رودخانه یالو بود، حتی اگر به آن رسیدند، از کمبود غذا رنج بردند.
در این زمان، اولجی موندوک به دروغ تسلیم شد و برای جاسوسی از وضعیت وارد اردوگاه نظامی سویی شد. وو مون‌سول و وو جونگ‌مون که از امپراتور یانگ پیامی دریافت کرده بودند که در صورت آمدن اولجی موندوک را دستگیر کنند، سعی کردند او را بازداشت کنند، اما به لطف یو ساریونگ، که به عنوان نگهبان امنیتی خدمت می‌کرد، آنها را متوقف کرد. او به سلامت برگشت وو جونگ‌مون که خیلی زود پشیمان شد، به درخواست اولجی موندوک برای بازگشت نادیده گرفت و سواره نظام نخبه ارتش سوئی او را تعقیب کرد. هر بار که دعوا می‌شد، شاه شعری تمسخر آمیز برای وو جونگ‌مون می‌فرستاد. وو جونگ‌مون پاسخی فرستاد تا دوباره او را آرام کند، بنابراین او یونگچای را به عنوان دلجویی از او سوزاند و عقب‌نشینی کرد.
در واقع، همه چیز یک عملیات هدایت شده با فریب اولجی موندوک بود. وقتی دید که سربازان سلسله سوئی گرسنه هستند، عمداً بعد از هر جنگ فرار می‌کرد تا آنها را خسته کند. در حالی که ارتش سلسله سوئی آنقدر خسته بود که جنگیدن دوباره دشوار بود، قلعه پیونگ‌یانگ ناهموار و قوی بود. زمانی که اولجی موندوک حتی یک نامه تسلیم نادرست به وو مون‌سول ارسال کرد و گفت: «اگر ارتش را برگردانی، من پادشاه را به هانگ‌جاسو خواهم برد و با او ملاقات خواهم کرد»، ارتش سویی چاره‌ای جز استفاده از این نداشت. بهانه انصراف همان‌طور که ارتش سویی پس از ایجاد اردوگاه عقب‌نشینی کرد، آنها به‌طور مداوم پیگیر شدند و مکرراً جنگیدند.
در ماه هفتم، ارتش سویی سرانجام به سالسو رسیدند و هنگامی که در نیمه راه بودند، از پشت به ارتش دوم حمله کردند. ارتش سویی، با بسیاری از واحدهایش که به‌طور غیرقابل کنترلی در حال فروپاشی بودند، از جمله مرگ شین سه‌وونگ، برای فرار عجله داشت و در یک روز به یالو، رسید. در این زمان، وانگ این‌گونگ(王仁恭) آخرین واحد شد و به سختی توانست ارتش گوگوریو را متوقف کند. تنها ۲٫۷۰۰ نفر به لیادونگ بازگشتند و تدارکات نظامی و سلاح‌های محاصره ای متعددی از دست رفت. امپراتور یانگ آنقدر عصبانی بود که وو ون‌سول و دیگران را به زنجیر کشید و عقب‌نشینی کرد و با پیروزی بزرگ گوگوریو به جنگ دوم لیوسو پایان داد.

## پس از مرگ
کیم بوسیک این واقعیت را بسیار ستایش کرد که گوگوریو، که در مقایسه با سلسله سوئی کوچک بود، تقریباً ارتش عظیم امپراتور یانگ را از طریق قدرت یک نفر، اولجی موندوک نابود کرد، و اینکه گوگوریو نیز به خاطر او وجود داشت. اولجی موندوک که به عنوان قهرمان ملی شناخته شد، پس از جنگ منچو از نظر بازگرداندن غرور و انسجام جامعه توجه بیشتری را به خود جلب کرد. ۱۶۴۵ در پیونگ‌یانگ، ۱۶۷۰ استان پیونگان شهر آنجو به ترتیب به عنوان معبد چونگموسا و معبد چونگچونسا در زمان سلطنت پادشاه سوکجونگ از سلسله چوسون ساخته و ثبت شد. با این حال، به نظر می‌رسد که حتی قبل از آن شین چاهو گفت: «نبردهای زیادی در شرق و غرب وجود دارد، اما آیا کسی مانند اولجی موندوک وجود دارد که با ارتشی کوچک، هرگز در برابر یک کشور قدرتمند تزلزل نمی‌کند و ضربه می‌زند تا حتی سایه نتواند برگردد و با یک میلیون سرباز وارد اردوگاه دشمن شود و از آن خارج شود؟ حتی یک کودک با شنیدن عظمت او از گریه دست می‌کشد، و حتی علف و چوب آن نام را می‌داند و می‌ترسد. حتی اگر فقط یک نکته از آن پز را دنبال کنیم، استقلال خود را حفظ خواهیم کرد و در تاریخ بزرگ‌ترین مرد ۴٫۰۰۰ ساله ما و اوست همتای خود در کل جهان این نادر است.» علاوه بر این، محل اختفای بسیاری از ادبیات شد.

## آثاری با نام او
- اولجیرو: یک جاده و محله ای در سئول ناحیه جونگ
- مدال خدمت سربازی اولجی: مدال خدمت سربازی درجه ۲
- DDH-۹۷۲ اولجی موندوک: ناوشکن کلاس گوانگ گائتو، دومین کشتی
- یگان اولجی: نام مستعار برای لشکر ۱۲ پیاده‌نظام کره جنوبی

## در سینما و تلویزیون
- «یون گه‌سومون (مجموعه تلویزیونی)»، اس‌بی‌اس، ۲۰۰۶ ~ ۲۰۰۷، بازیگر: لی جونگگیل
- «ته‌جویونگ (مجموعه تلویزیونی)»، کی‌بی‌اس، ۲۰۰۶ ~ ۲۰۰۷، بازیگر: ناشناخته